# Vertumno (Arcimboldo)
Vertumno (anche chiamato Fruttifer) è un dipinto di Giuseppe Arcimboldo del 1590, raffigurante l'imperatore Rodolfo II d'Asburgo come Vertumno, il dio romano del mutamento di stagione, ed è pertanto noto anche come L'imperatore Rodolfo II in veste di Vertumno. Misura 70 cm di altezza per 58 cm di larghezza. È conservato nel castello di Skokloster di Håbo, in Svezia.